# Mazandéran
Le Mazandéran (en persan : مازندران, māzandarān, appelé autrefois Tabaristan est une province du nord de l'Iran, délimitée par la mer Caspienne au nord. Le Mazandéran était une partie de la province d'Hyrcanie au temps de l'Empire perse.
La capitale de la province est Sari. Jusqu'en 1977, le Golestan était une partie du Mazandéran.
La province a une superficie de 23 833 km2. Les départements de la province sont Amol, Babol, Babolsar, Behchahr, Tonekabon, Tchalous, Ramsar, Savad Kouh, Qaem-Chahr, Mahmoud Abad, Neka, Nour et Nochahr.
La mer Caspienne est située au nord, les provinces de Téhéran et de Semnan sont situées au sud. À l'ouest se trouve la province du Guilan et à l'est se trouve le Golestan.

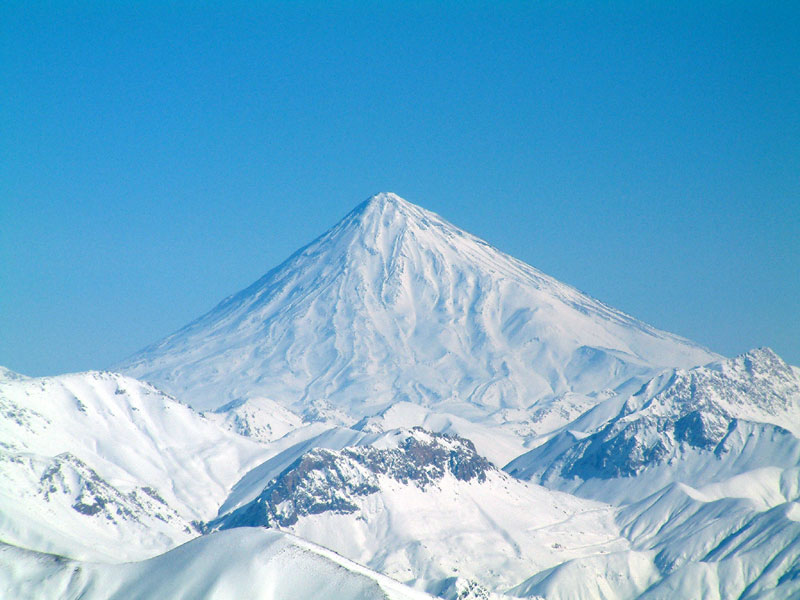
Damavand

En 1996, la province avait approximativement une population de 2,6 millions d'habitants, en majorité locuteurs du mazandaranais, une langue iranienne différente du persan. Le recensement de 2016 fait état de 3 283 582 habitants.
Les Arabes la connaissaient sous le nom de Tabaristan (Tapurstan sur les monnaies perses). Le nom de Mazandéran ne réapparaît qu'à l'époque des Seldjoukides. Certains géographes distinguent le Mazandéran du Tabaristan, le Mazandéran comprenant Gorgan, Amol, Sari dans la plaine côtière de la mer Caspienne, et le Tabaristan comprenant les régions plus montagneuses au sud de cette plaine, avec les villes de Semnan, Firouzkouh et Damavand.

## Histoire
Le climat humide mazandaranais n'est pas propice à la bonne conservation des monuments historiques. Bien qu'il y ait quelques vestiges des périodes préislamiques dans la plaine côtière du Mazandéran, la province est cependant réputée avoir été peuplée depuis l'antiquité, et le Mazandéran a changé de main entre différentes dynasties depuis les premiers temps de son histoire. Il y a plusieurs forteresses datant des périodes sassanides et parthes, et plusieurs cimetières antiques sont disséminés dans la province.
Le riz était cultivé dans la région de Mazandéran, dans l'actuel Iran, dès environ 1000 avant J.-C., c'est-à-dire dès avant la période achéménide. La culture du riz est toujours pratiquée dans cette région de nos jours
En l'an 651, durant le califat de Uthman ibn Affan, Sa`d ibn Abi Waqqas, le gouverneur de Kufa a le premier conquis les côtes du Tabaristan. Puis, pendant 200 ans, le Tabaristan a connu une existence indépendante du califat omeyyade qui a supplanté l'Empire perse à partir du début du VIIe siècle, mais qui a été temporairement inclus au califat Abbasside jusqu'à ce qu'un état distinct se détache en tant qu'émirat alavide, dirigé par un descendant de Ali et protégé par l'émirat saffaride situé en son sud-est. Un État situé à peu près au même endroit a vu le jour un siècle plus tard sous le nom d'émirat ziyaride.
Durant le califat abbasside d'Abou Jafar Al-Mansur, le Tabaristan a connu une vague de révoltes populaires. Finalement, Vandad Hormoz (en) a établi une dynastie indépendante en 783. En 1034, le sultan Mahmûd de Ghaznî est entré au Tabaristan par le Gorgân suivi par l'invasion du sultan Ala ad-Din Muhammad Khwârazm-Shahs en 1209. Après cela, les Mongols ont gouverné la région et ont finalement été chassés du pouvoir par les Timourides.
Après la dissolution du gouvernement féodal du Tabaristan, le Mazandéran a été incorporé à l'Empire perse de Abbas Ier le Grand en 1596. Le chah de Perse Abbas Ier le Grand y mourut en 1629.
Durant le règne de Nader Shah, la province était utilisée comme première ligne contre la Russie impériale.

## Géographie et culture

Carte des préfectures du Mazandéran.

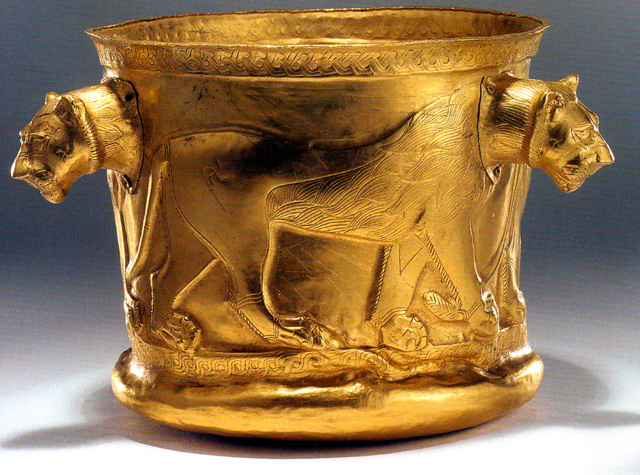
Coupe en or Achéménide. Datée de la première moitié du Trouvée à Kalardasht dans le Mazandéran.

Jardins abandonnés d'Aschref, par Jules Laurens, 1872 (musée de Rouen). Peint d'après un croquis réalisé à Aschref (aujourd'hui Behshahr) en 1848, lors de l'expédition Hommaire de Hell.

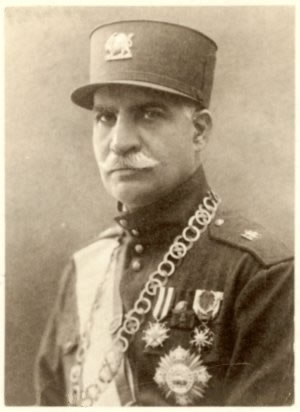
Reza Shah

Le Mazandéran est géographiquement divisé en deux parties : les plaines côtières et les régions montagneuses. La chaîne de l'Elbourz entoure les bandes côtières et la mer Caspienne comme une immense barrière.
Le climat de la côte caspienne est pontique, chaud et humide. Dans la chaîne de l'Elbourz, située parallèlement à la côte, divisant la province en de nombreuses vallées isolées, il y a des chutes de neige fréquentes en hiver.

### Langue
Le mazandaranais ou tabari est une branche nord-ouest de la famille des langues iraniennes, peu influencée par les langues des civilisations ayant conquis la région, comme la civilisation persane, mongole, arabe ou tatare. Il est toujours parlé dans la région.

### Natifs connus du Mazandéran
Plusieurs savants et poètes réputés ont été élevés dans le Mazandéran : par exemple, Nima Yushij, un des derniers grands poètes contemporains de l'Iran. Deux fameux savants du IXe siècle sont originaires du Mazandéran, tous les deux étant couramment nommés Al-Tabari (signifiant « le Tabaristanais »).
Le Mazandéran a longuement résisté à l'hégémonie arabo-musulmane dans la région. Nombre de princes héritiers de l'empire perse ont essayé de s'unir et de faire front, de résister aux légions arabes, et c'est donc la dernière région de l'Iran à devenir musulmane. Dans cette province, les adeptes du zoroastrisme étaient encore très nombreux selon les historiens aux XVIe et XVIIe siècles.

## Aujourd'hui

### Économie

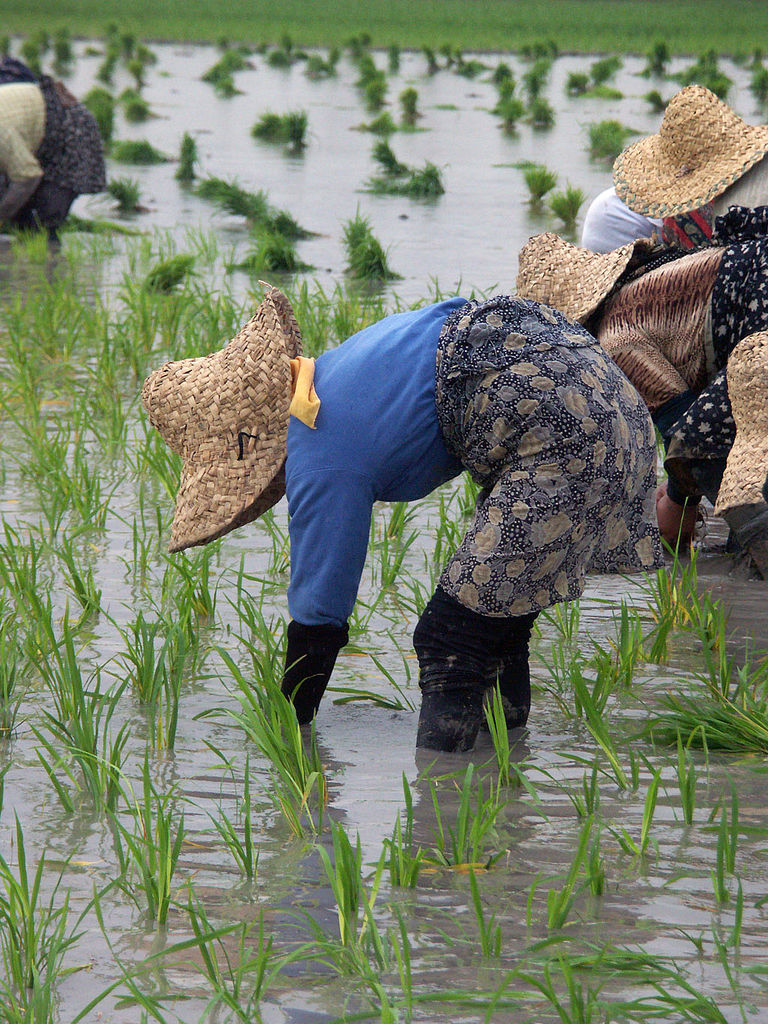
Femmes dans des champs de riz du Mazandéran.

Riz, céréales, fruits, coton, thé, tabac, canne à sucre, et soie sont parmi les produits naturels produits dans la plaine côtière le long de la côte de la mer Caspienne. La richesse due au pétrole a stimulé l'installation d'industries de transformation alimentaire, du ciment, du textile, du coton et la pêche (la région est une grande productrice de caviar).
Des conditions climatiques favorables, de magnifiques paysages et la proximité de Téhéran ont fait de cette région une des principales régions touristiques d'Iran.
L'organisation de l'héritage culturel de l'Iran liste plus de 630 sites d'importance, en faisant une richesse pour le développement touristique de la région.

### Universités
- Université des sciences médicales de Babol[6] ;
- Université des sciences médicales du Mazandéran[7] ;
- Université du Mazandéran[8] ;
- Université de sciences et techniques de Behshahr[9] ;
- Université islamique libre de Sari ;
- Université islamique libre de Tonekabon ;
- Université islamique libre de Babol ;
- Université islamique libre de Amol ;
- Université navale Imam Khomeini ;
- Université du nord (Shomal)[10].

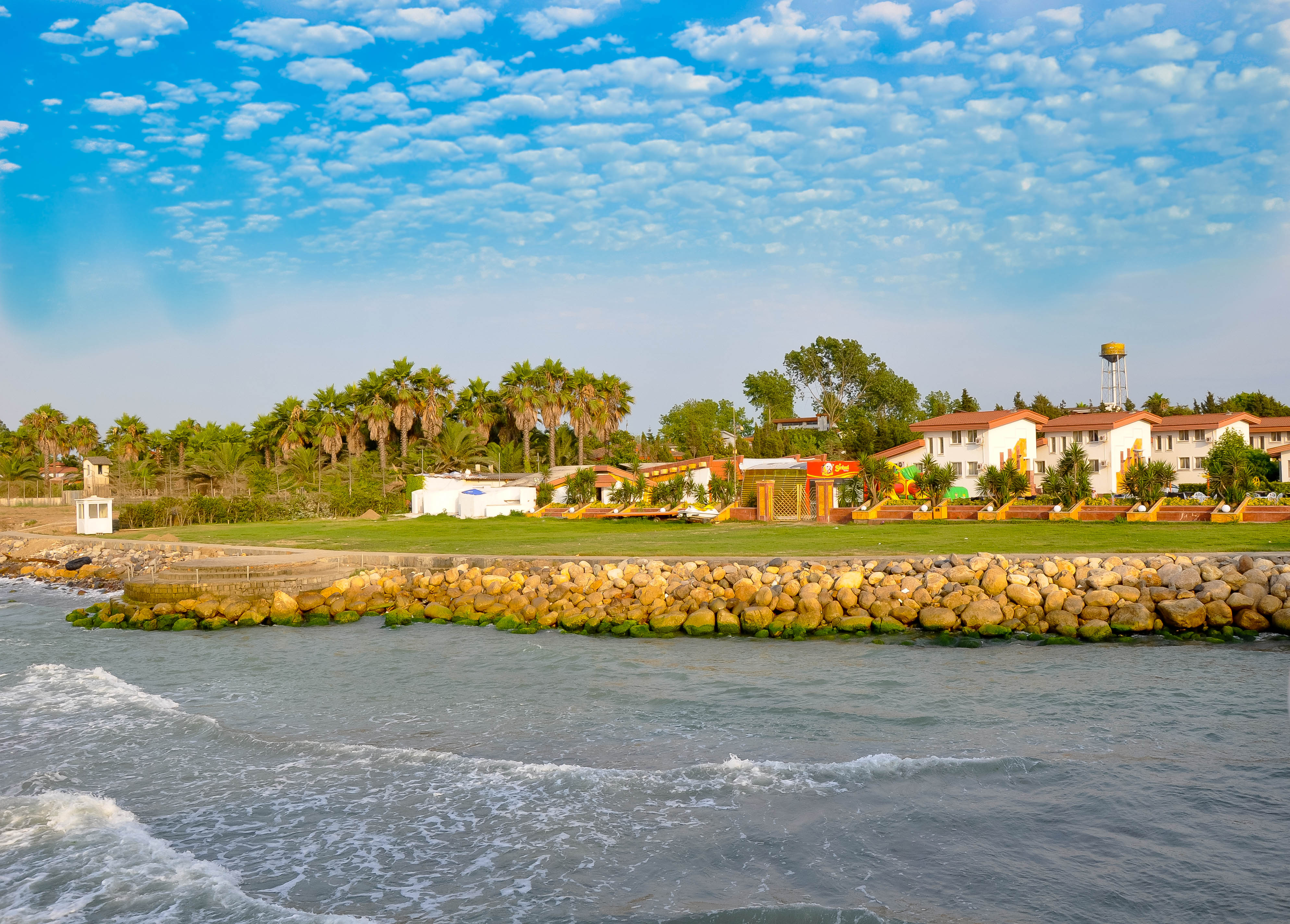
Côte du Mazandaran
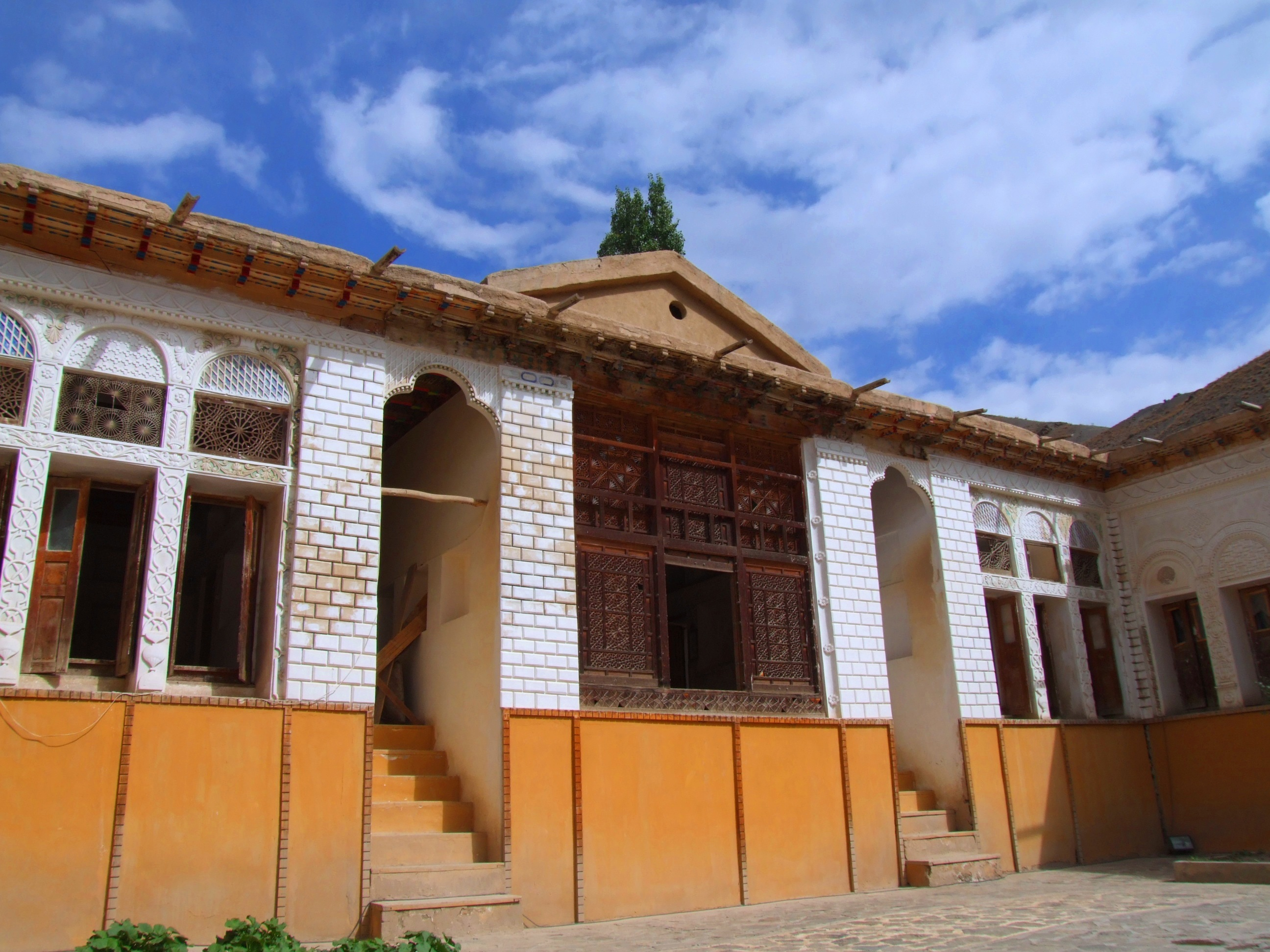
La maison Nima à Nour
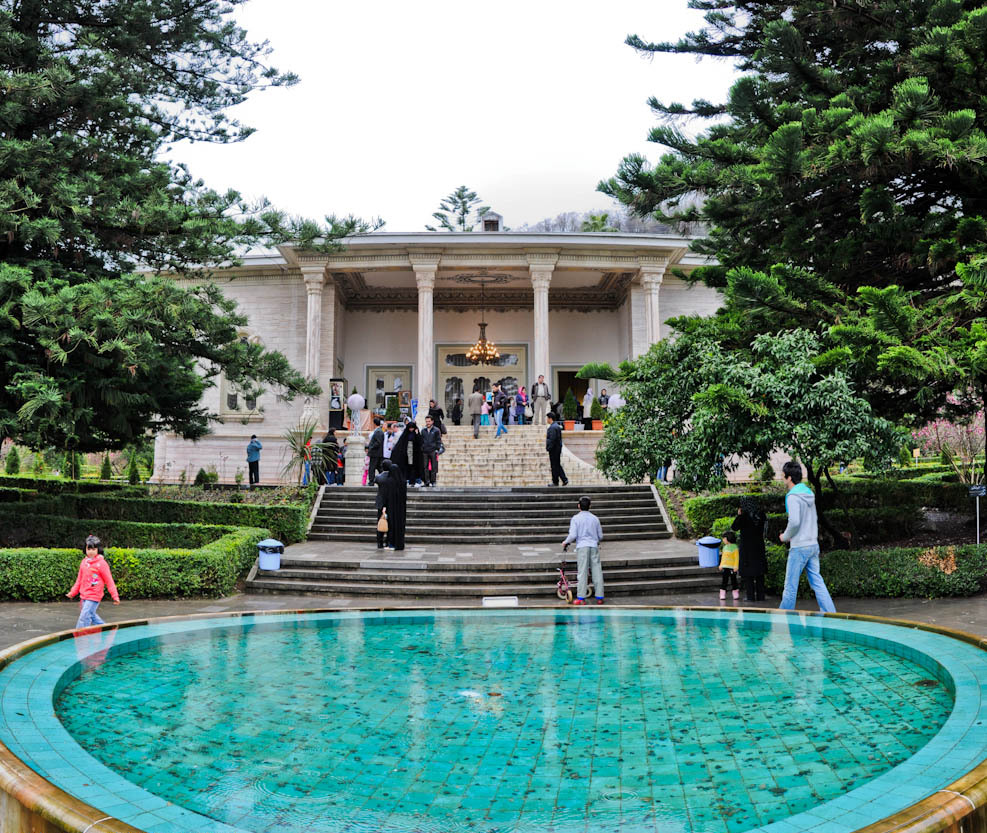
Palais de Ramsar
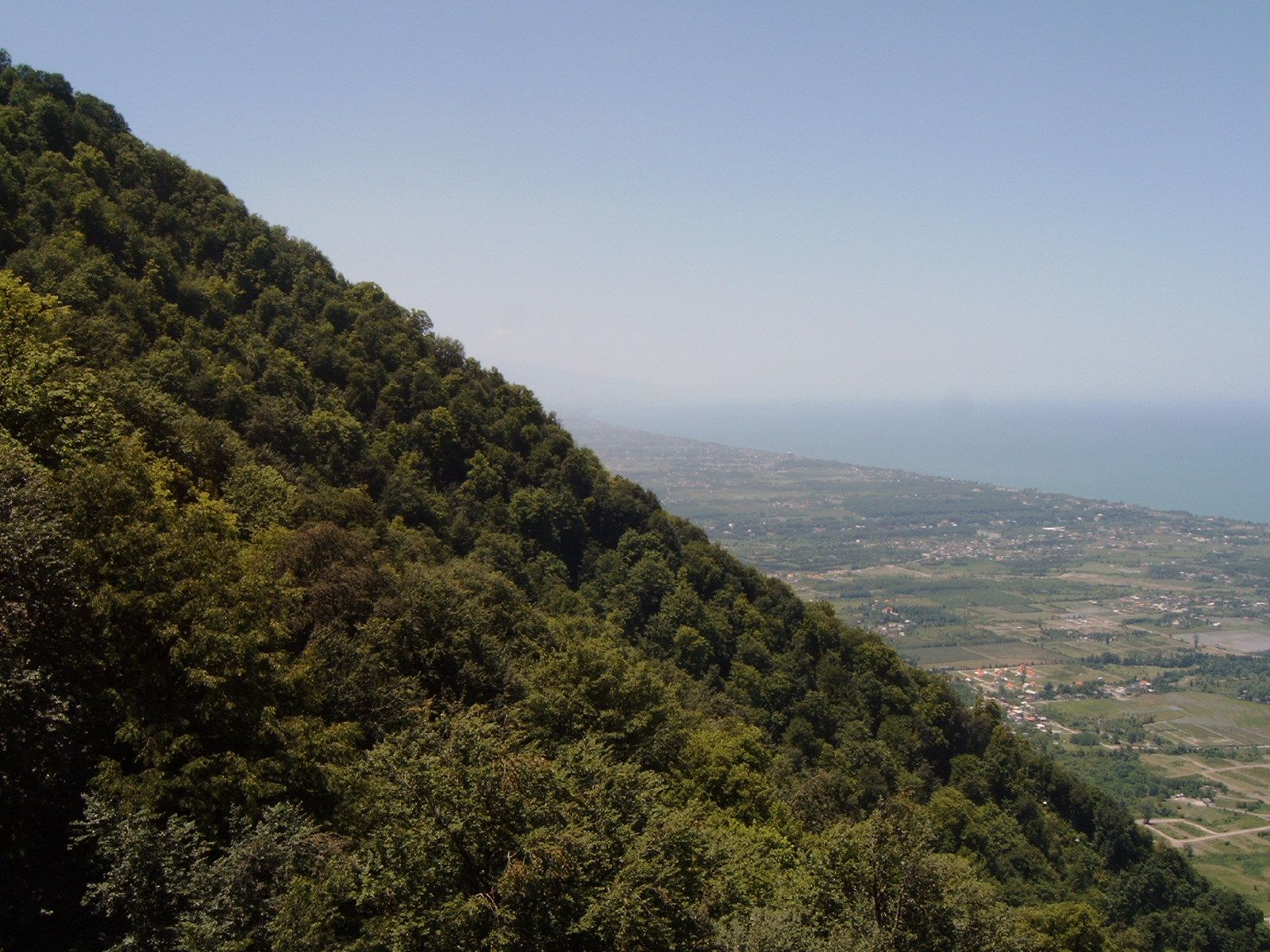
Vue depuis le téléphérique de Namakabroud
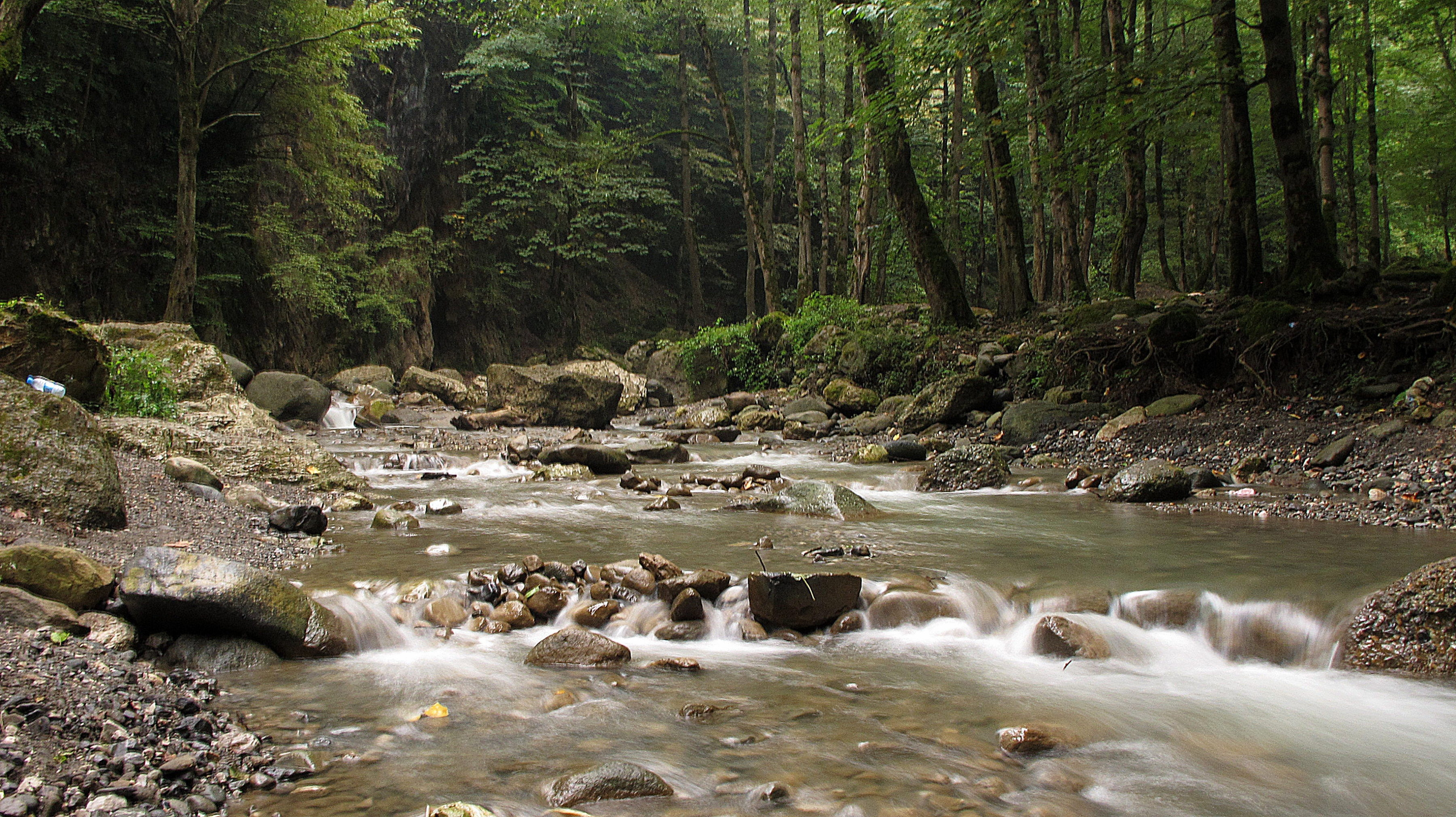
La rivière Safaroud
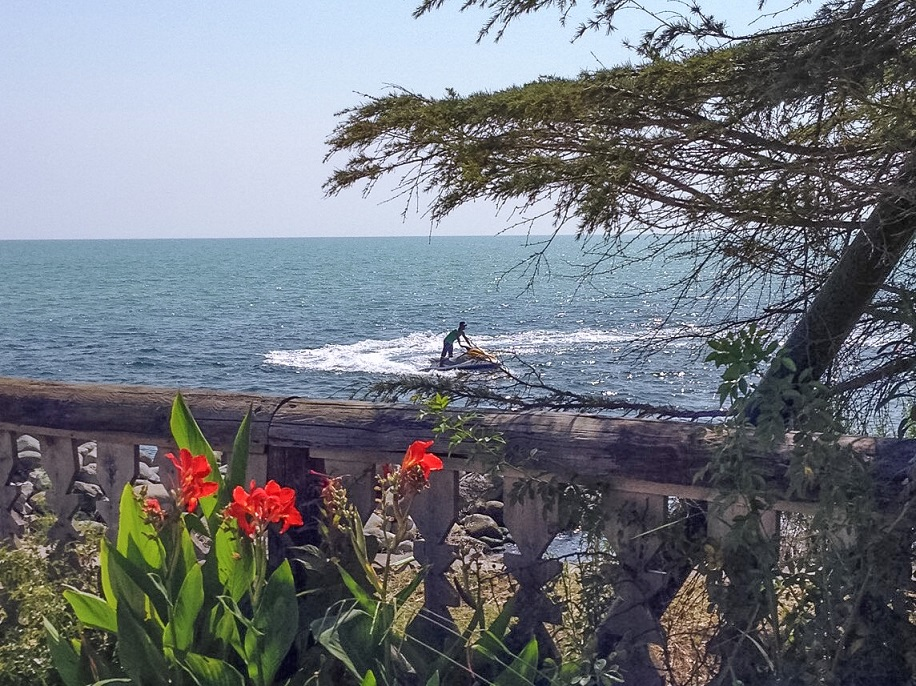
Sports nautiques à Ramsar
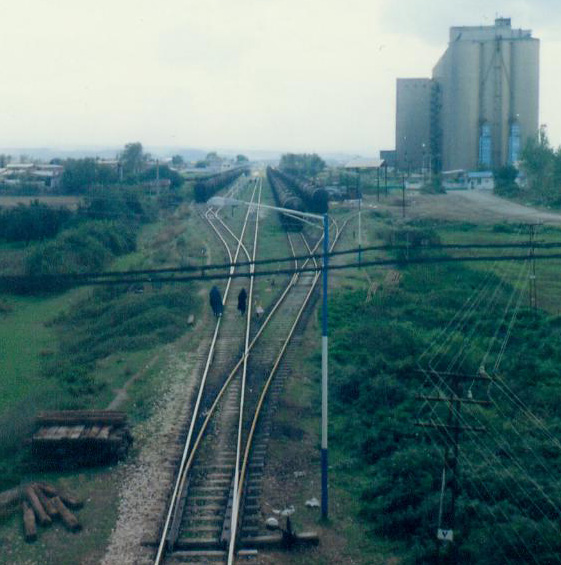
Chemin de fer à Neka
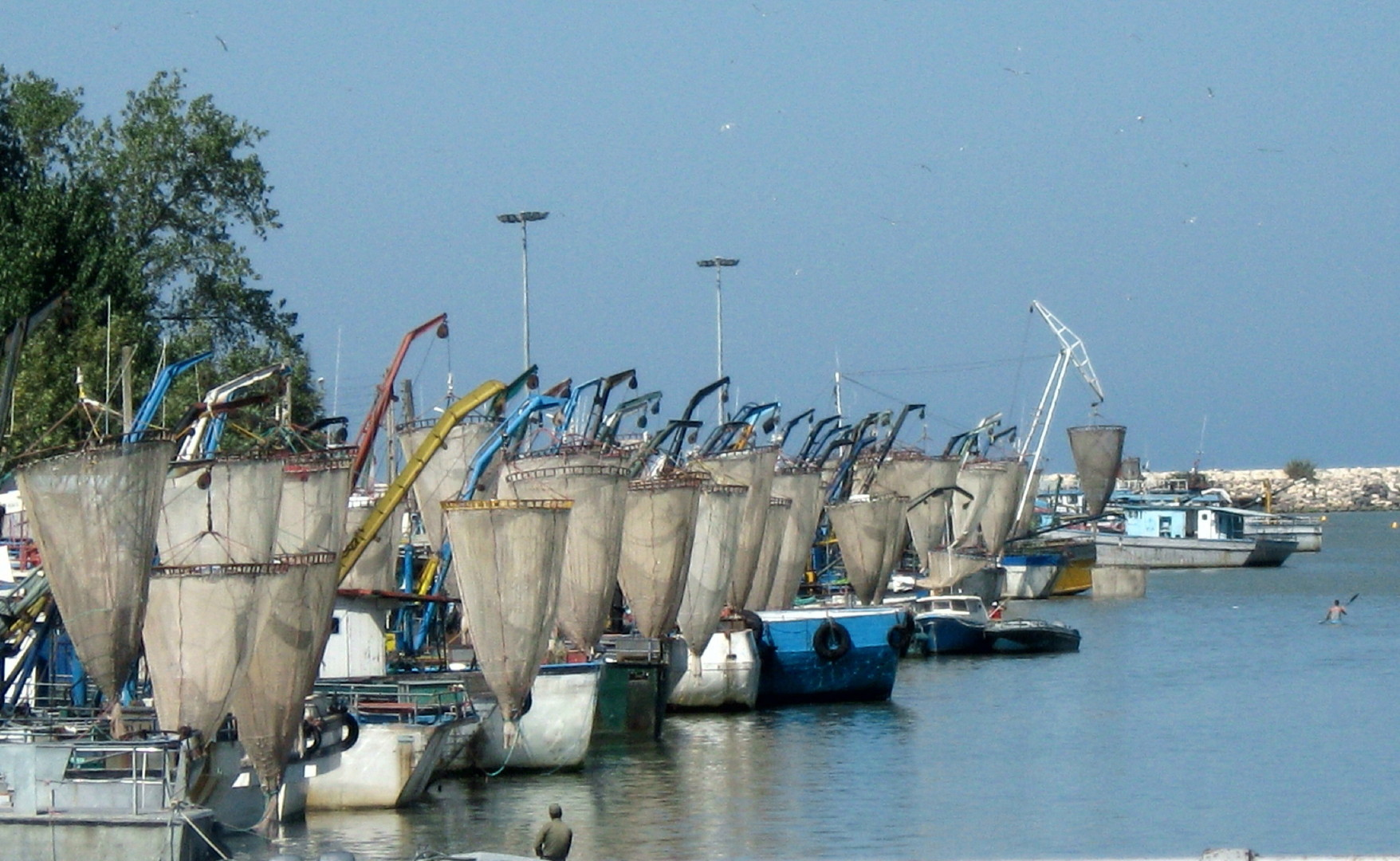
Bateaux de pêche à Babolsar
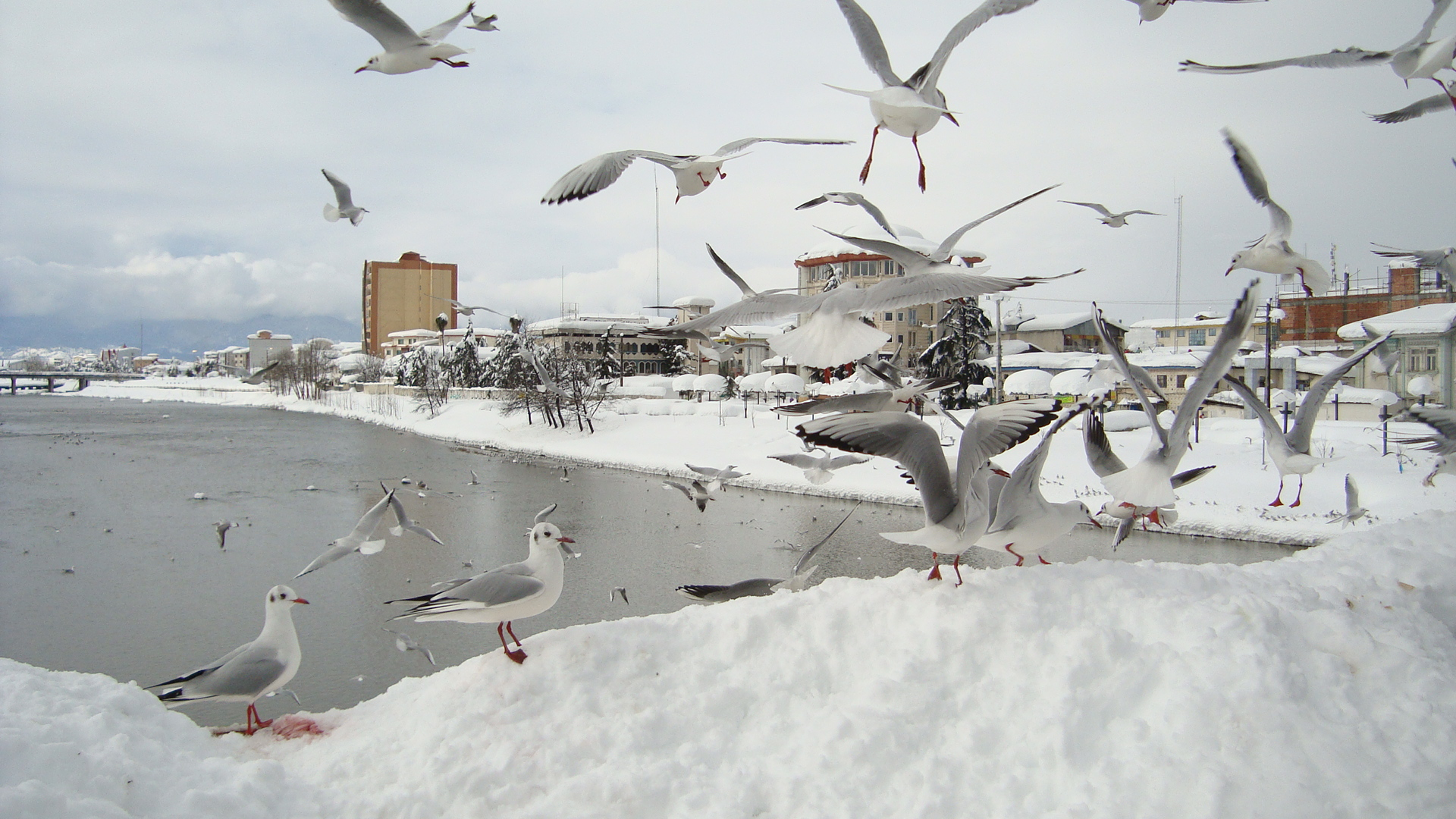
Neige à Tonekabon
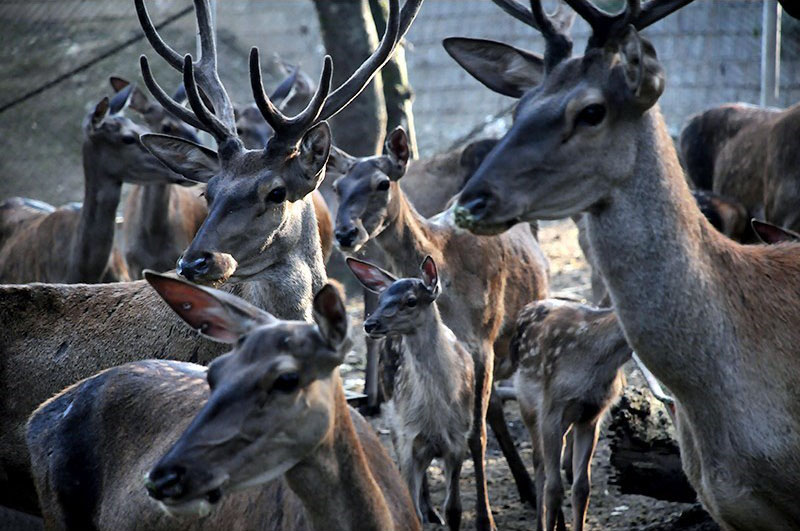
Marals dans un refuge à Semes Kandeh
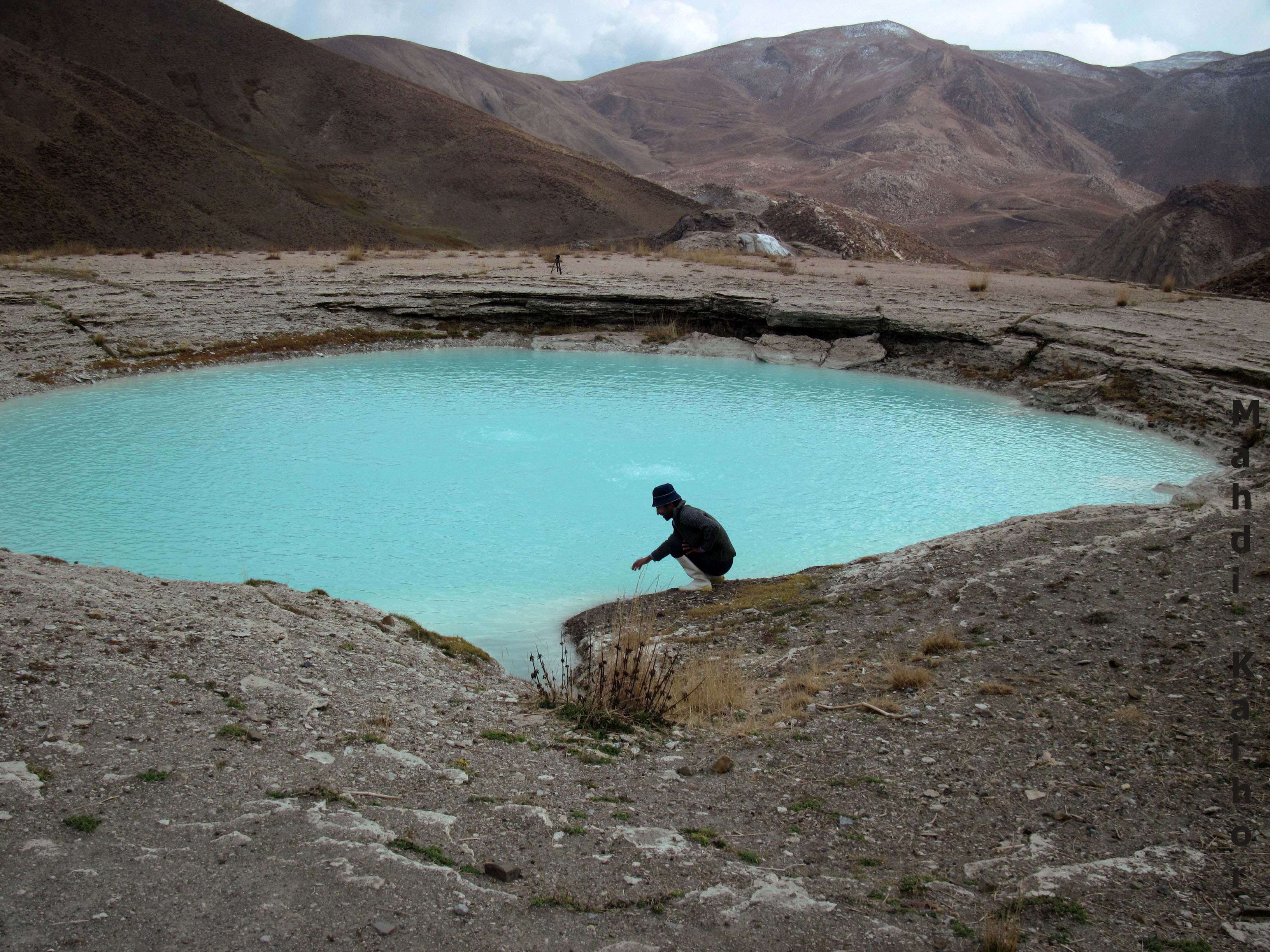
Parc national de Lar
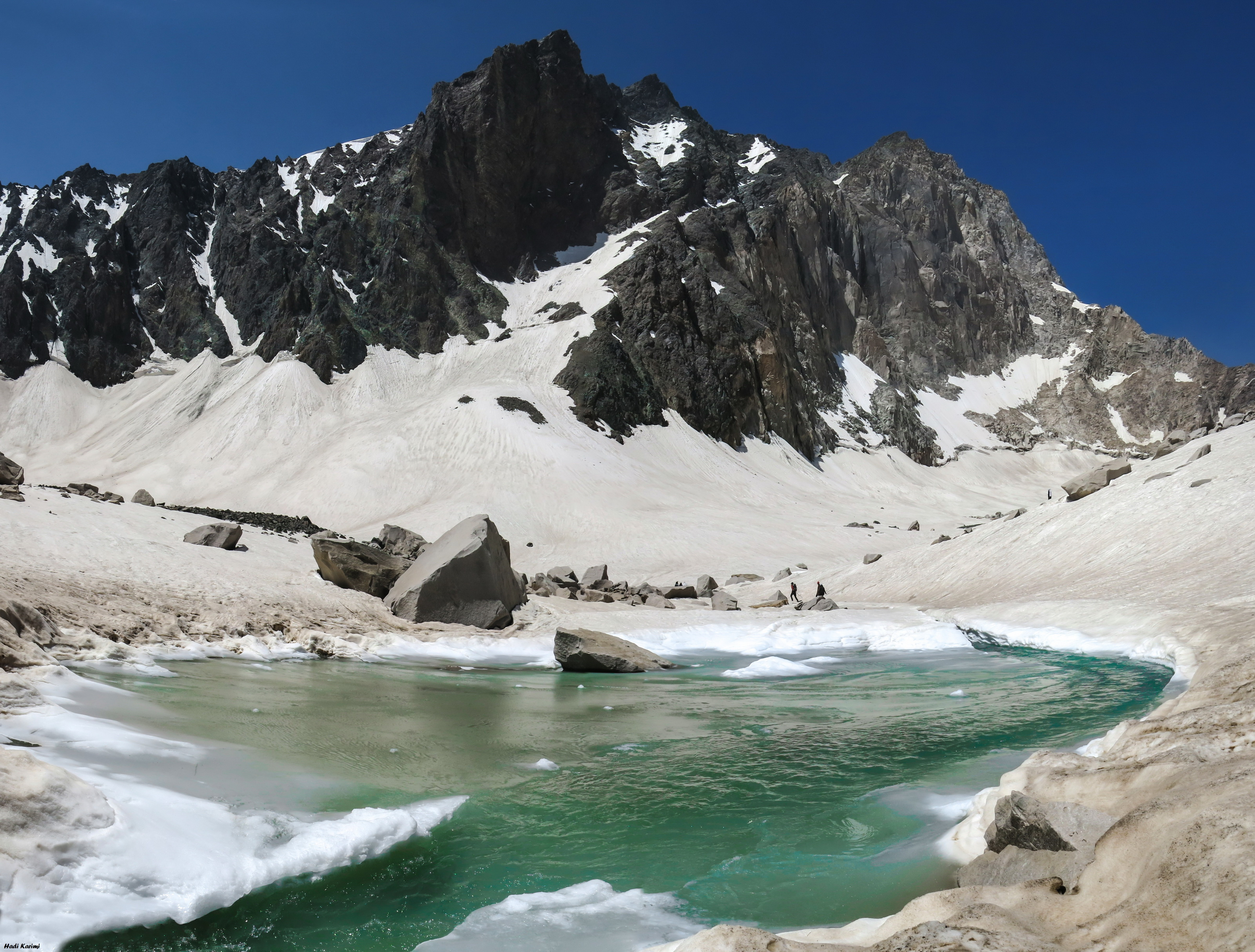
Lac glaciaire dans le massif de l'Alam Kuh
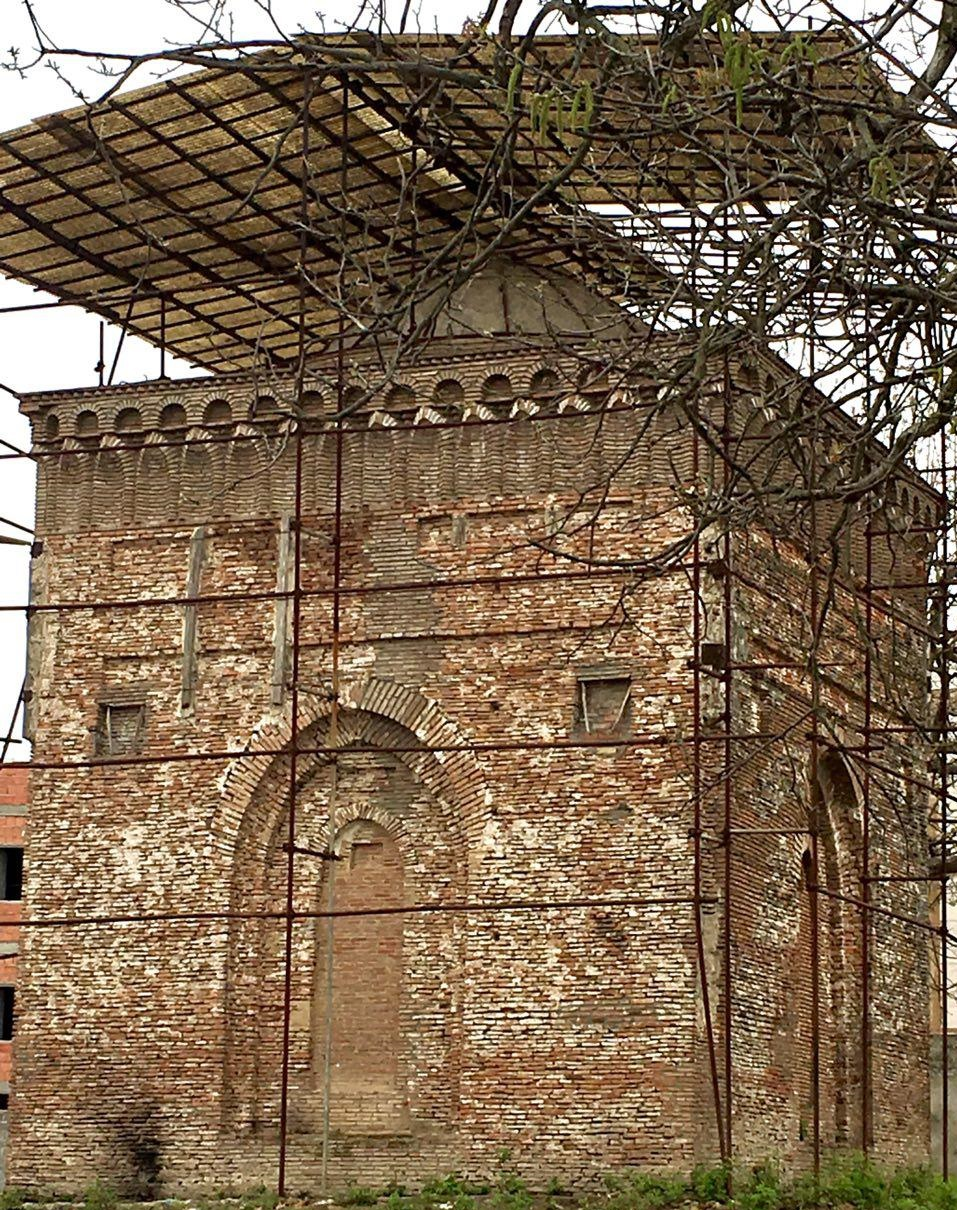
Temple du feu d'Amol
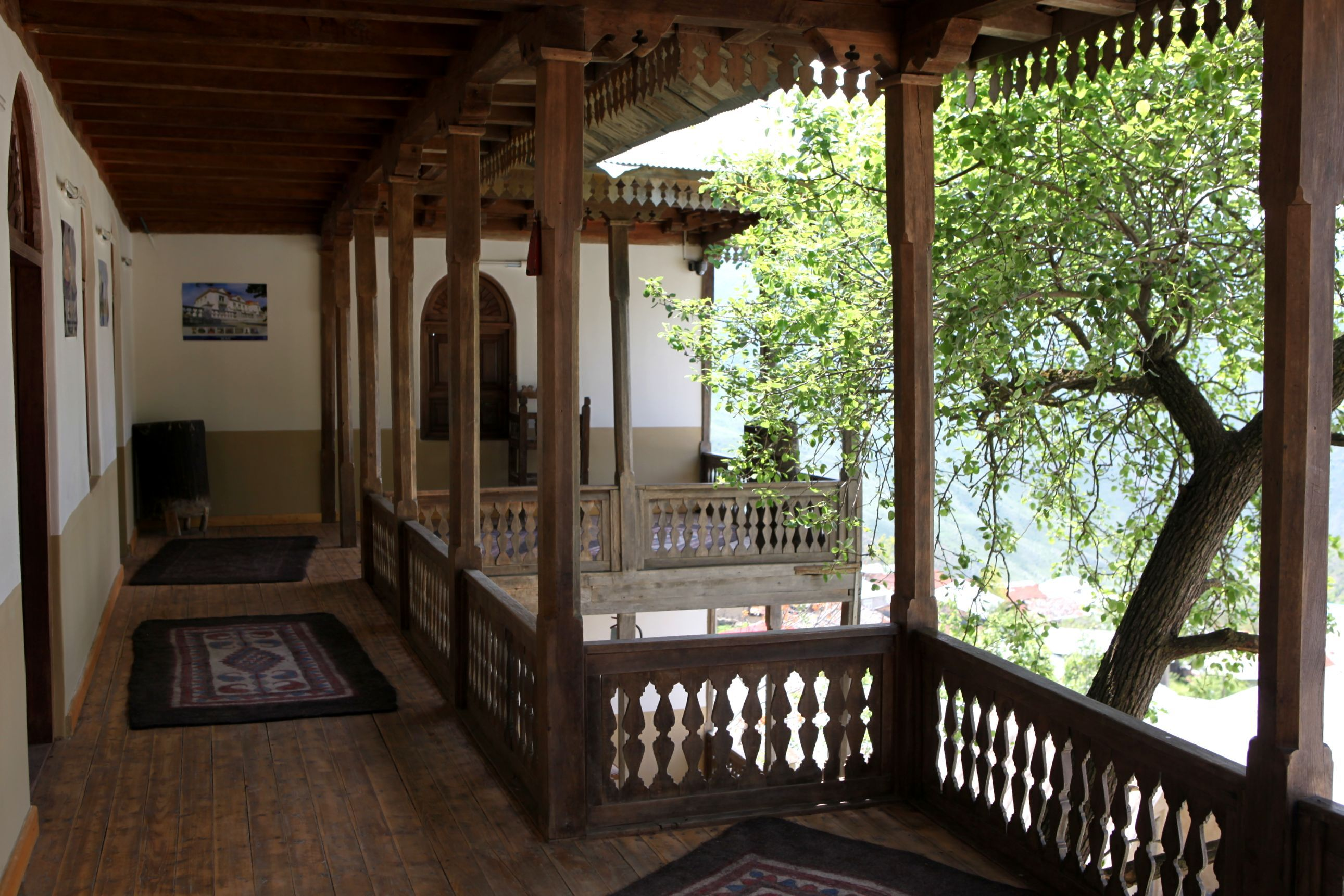
Musée de Mohammad Reza Pahlavi à Alacht
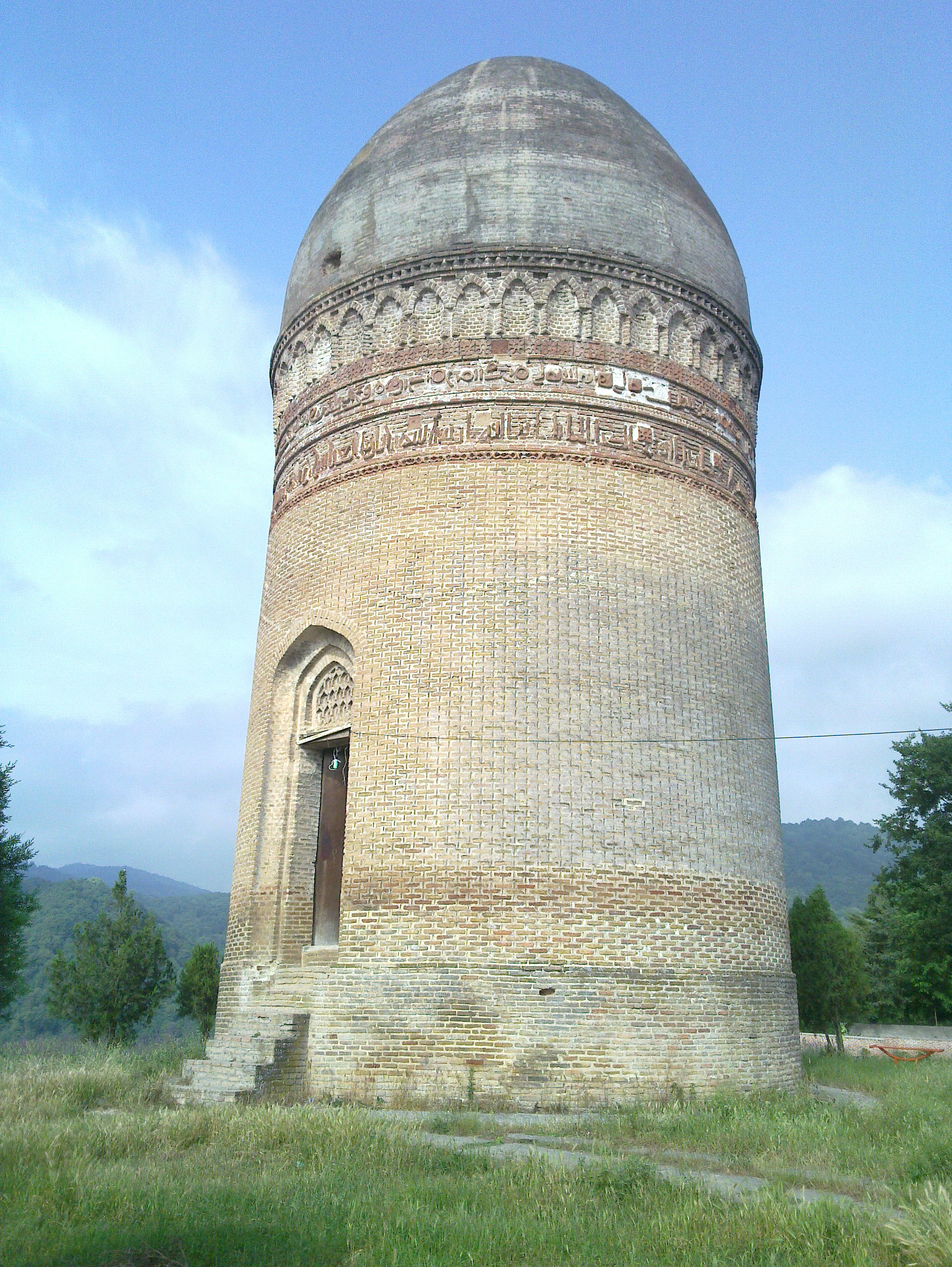
Tour de Lajim dans le district de Savadkuh
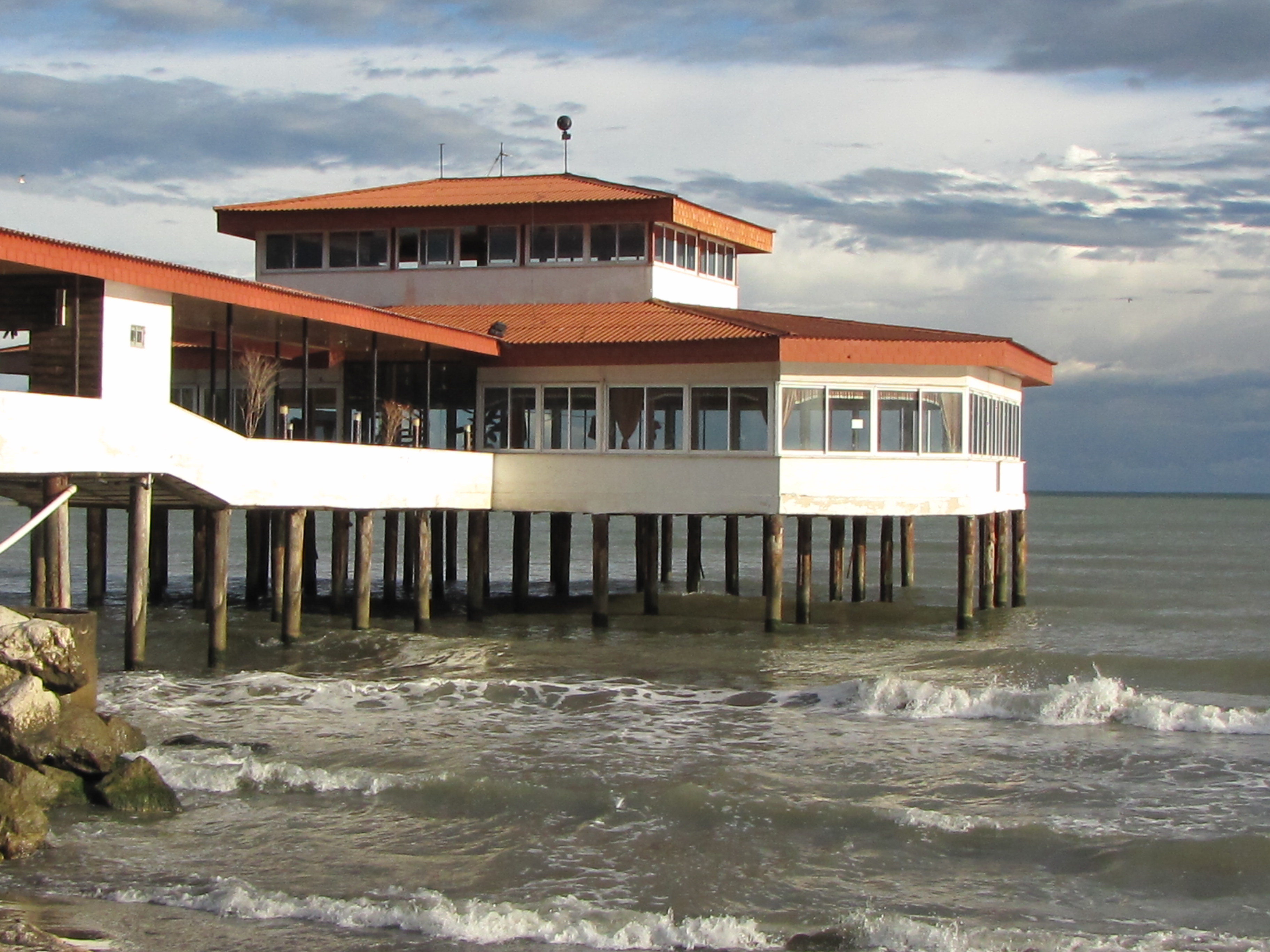
Côte de la Caspienne
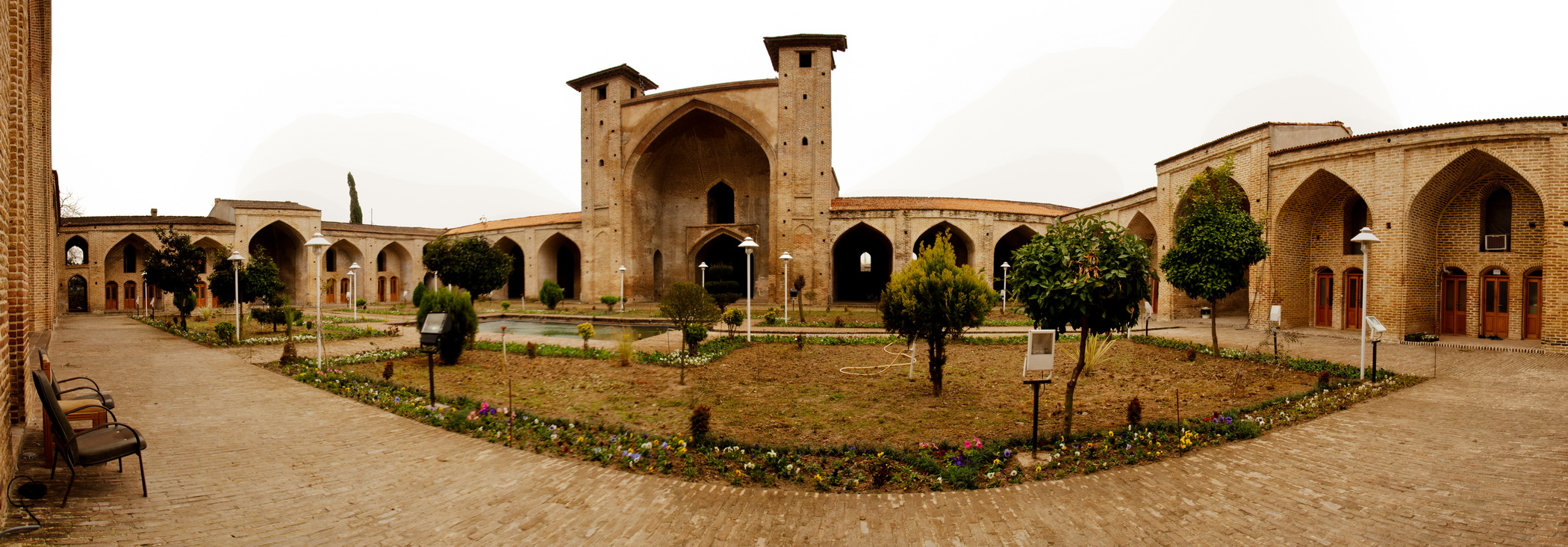
Mosquée de Farah Abad, comté de Sari
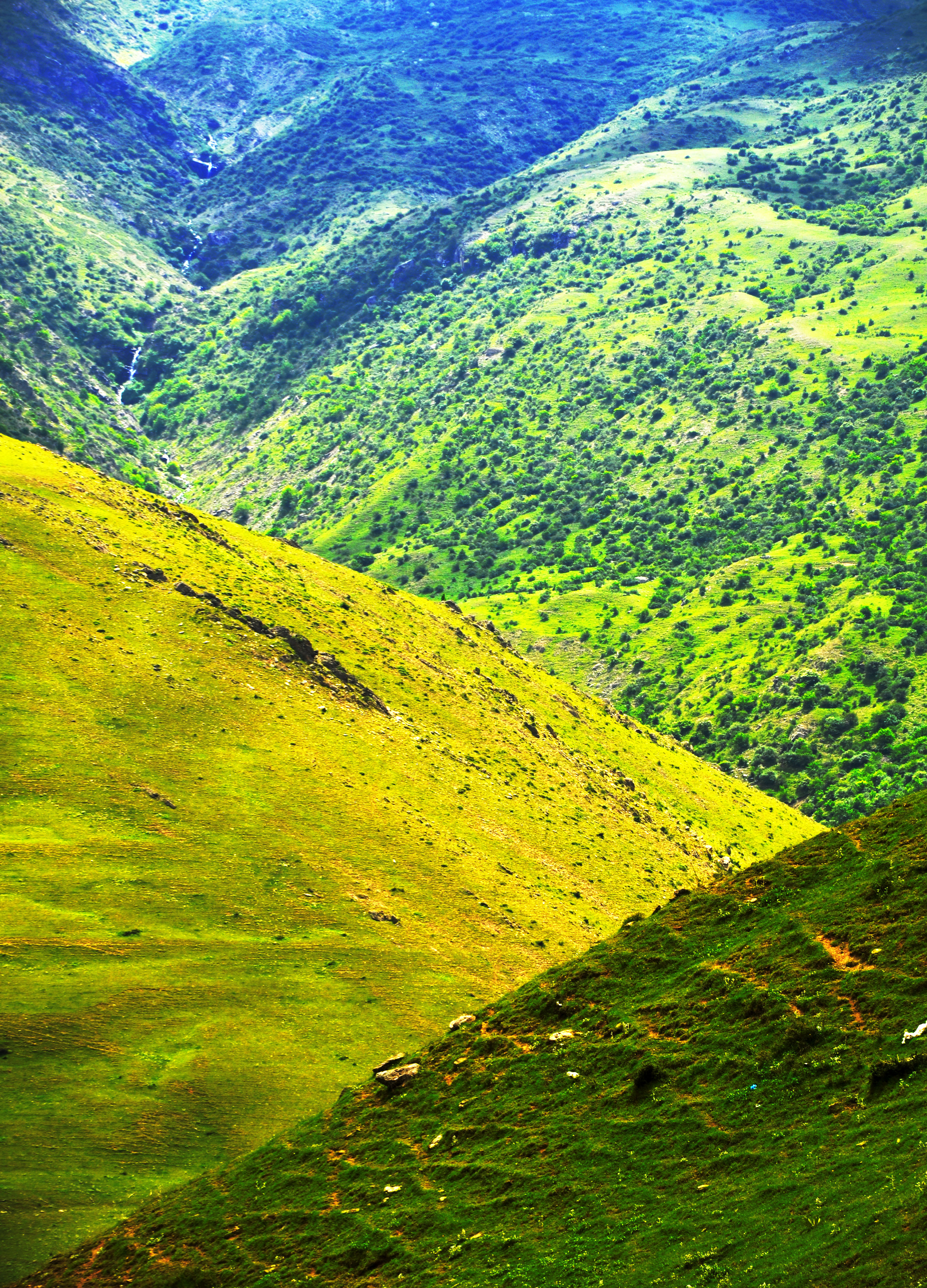
Royan
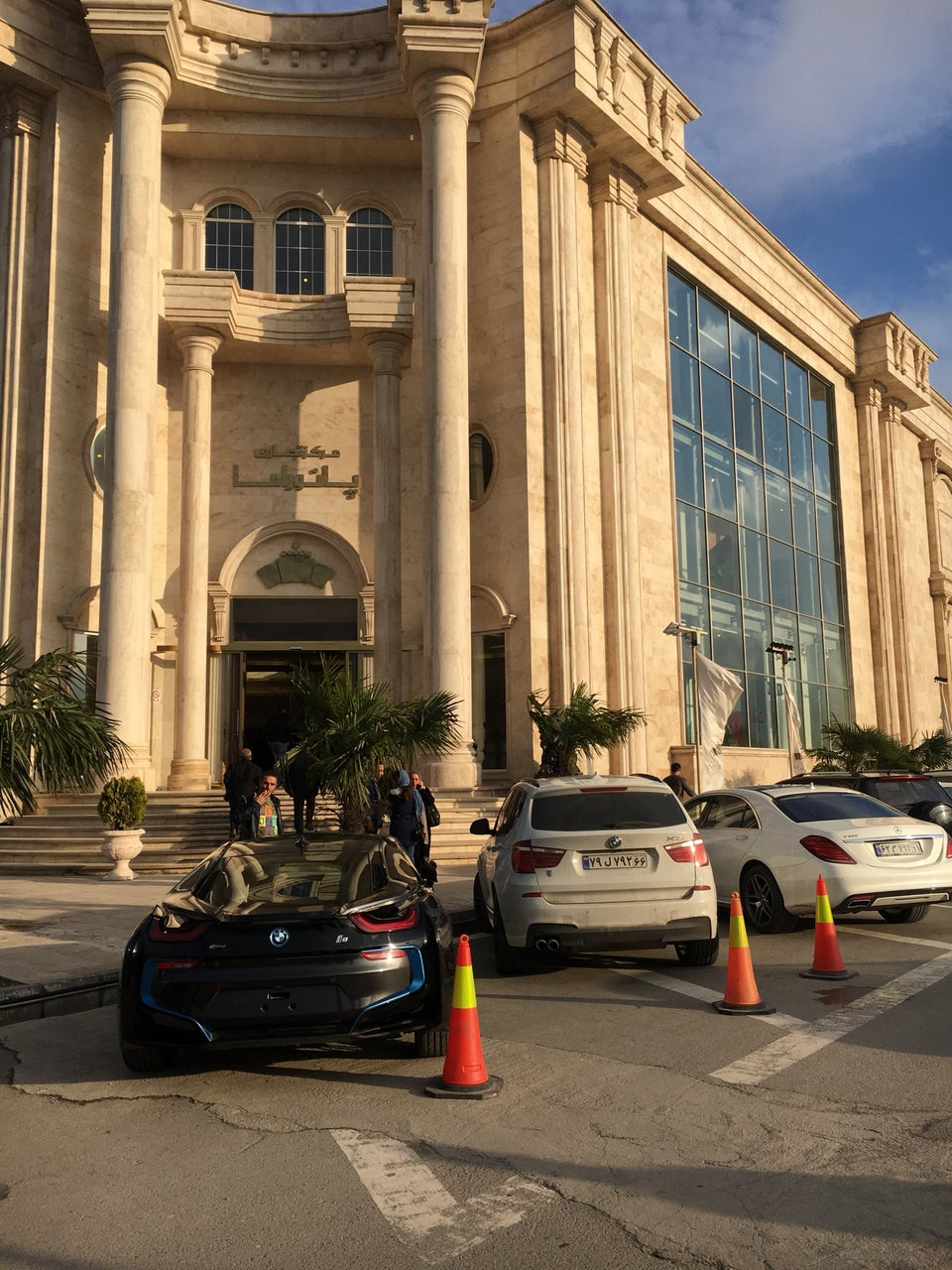
Panorama